# Тініан

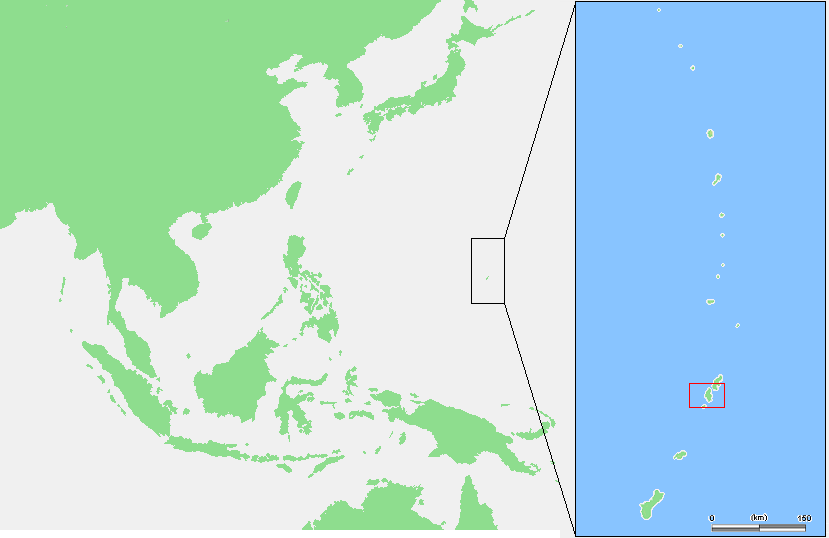
Розташування Тініану

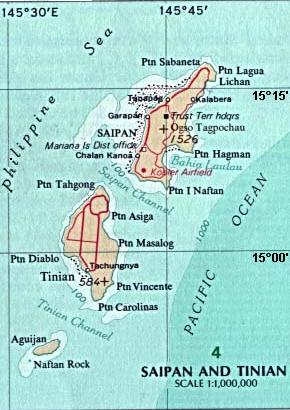
Карта Тініану

Тініан — острів в архіпелазі Маріанські острови у Тихому океані. Належить Північним Маріанським островам і входить до складу муніципалітету Тініан. Відомий найбільшою авіаційною базою на Тихому океані під час Другої світової війни, звідки було здійснено ядерне бомбардування Хіросіми і Наґасакі.

## Географія
Острів Тініан розташований у південній частині архіпелагу Маріанські острови. Омивається водами Тихого океану. За 4,5 км на північний захід від острова розташований острів Сайпан, за 163 км до південного заходу — острів Гуам. Найближчий материк, Азія, знаходиться за 2800 км.
Острів Тініан має коралове походження і є піднятим атолом. Основу рельєфу острова складають тераси розміром 20 на 9 км. Вища точка острова досягає 170 м. Площа острова становить 102 км² (третій за величиною острів Маріанських островів).
Клімат вологий тропічний. Середньорічна кількість опадів становить близько 2000 мм. Острів часто страждає від циклонів.

## Історія
Острів Тініан був заселений близько 4000 років тому. Корінними жителями острова є чаморро. На острові збереглися древні кам'яні стовпи, дуже схожі, наприклад, з Нан-Мадолом (Мікронезії), мегалітами Палау або моаї острова Пасхи. Загальна вага цих споруд перевищує тонну, а висота становить близько 6 м.
Європейським «першовідкривачем» острова став іспанець, католицький місіонер Дієго Луіс де Санвіторес (Diego Luis de Sanvitores), який прибув на Тініан у 1669 році. В кінці 17 століття Маріанські острови стали володінням Іспанії.
12 лютого 1899 року вони були продані Іспанією Німеччині. З 1907 року Тініан був частиною Німецької Нової Гвінеї і підпорядковувася окружному офіцерові Каролінських островів.
14 жовтня 1914 року Маріанські острови були зайняті японцями. У 1920 році над островами був встановлений мандат Ліги Націй, а управління здійснювала Японія. У цей період на Тініані активно розвивалося сільське господарство, перш за все, вирощування цукрової тростини. У 1944 році острів був захоплений військами США, які незабаром розвернули на Тініані базу військової авіації. У серпні 1945 року з американської авіабази на острові стартували бомбардувальники, що скинули атомні бомби на японські міста Хіросіму і Наґасакі.
Після другої світової війни Тініан увійшов до складу території Північні Маріанські острови, що належить США.

## Демографія
У 2000 році чисельність населення Тініана становила близько 2000 чоловік, що становить 5 % всього населення Північних Маріанських островів. Приблизно 75 % місцевих жителів є корінним народом країни — чаморро. Існує також чисельна меншина каролінців, вихідців з Каролінських островів. На Тініані також проживають вихідці з Азії та Європи.
Мови спілкування — англійська, чаморро, японська.
Основна релігія — християнство римо-католицького обряду.
Місцева культура чаморро сформувалася під впливом іспанської і японської культур. Перша справила вплив на релігію остров'ян і танці, зокрема, ча-ча-ча. Японський слід на Тініані — місцеві синтоїстські святилища.